# Bertold Höcker

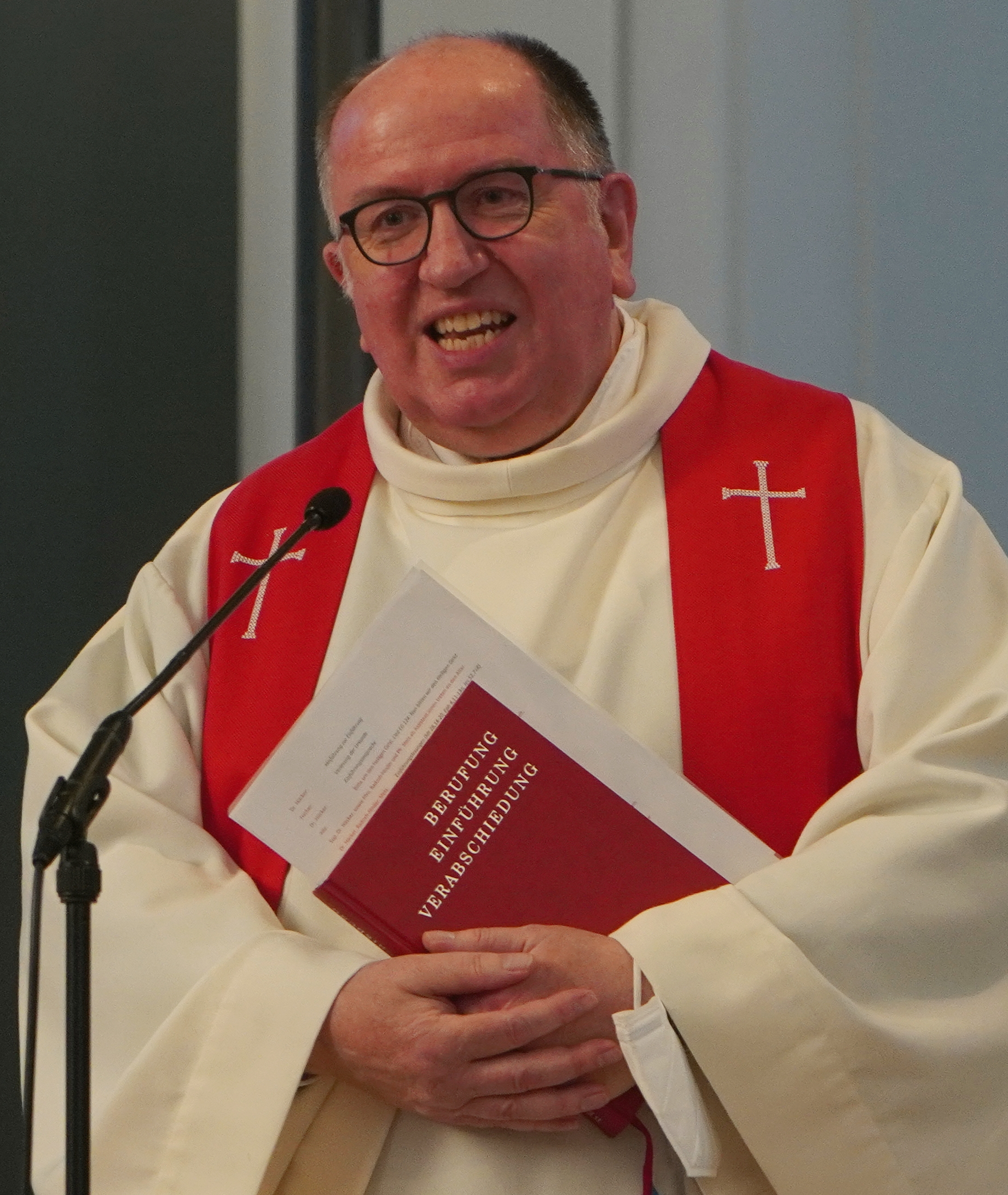
Superintendent Dr. Bertold Höcker am 30. Oktober 2021

Bertold Höcker (* 11. August 1958 in Kiel) ist ein deutscher evangelischer Theologe. Er bekleidete von 2009 bis 2023 das Amt des Superintendenten des Kirchenkreises Berlin Stadtmitte der Evangelischen Kirche Berlin-Brandenburg-schlesische Oberlausitz. Er vertritt die Rechte von Lesben und Schwulen in der evangelischen Kirche, ist Verfechter der Ökumene und des interreligiösen Dialogs und Initiator der liberalen Ibn-Rushd-Goethe-Moschee.

## Leben
Nach einer Ausbildung zum Orgelbauer in Kiel studierte Höcker Kirchenmusik unter Johannes Berchmans Göschl in München. 1986 legte er das Abitur am Abendgymnasium ab. Anschließend schrieb Höcker sich für das Doppelstudium der Theologie und Psychologie in Kiel ein, das er in München und Tübingen fortsetzte. Neben seinem Studium arbeitet er von 1990 bis 1994 als Universitätsorganist an der Christian-Albrechts-Universität zu Kiel. Nach dem Abschluss mit dem theologischen Kirchenexamen und als Diplompsychologe promovierte er 1994 bei Hans-Joachim Birkner und Reiner Preul mit der Arbeit Gregorianischer Choral im lutherischen Gottesdienst zum Dr. theol. Von 1994 bis 2003 war er Lehrbeauftragter für Evangelische Liturgik und Gregorianischen Choral an der Musikhochschule in Lübeck, Oberkirchenrat im Nordelbischen Kirchenamt und Pastor an St. Nikolai in Kiel. Anschließend wechselte er 2003 als Citypfarrer der Antoniterkirche nach Köln, von wo aus er 2009 zum Superintendenten des Evangelischen Kirchenkreises Berlin Stadtmitte gewählt wurde.
Auch neben seiner Tätigkeit als Superintendent übte Höcker verschiedene Beratertätigkeiten aus, unter anderem als Unternehmensberater und als theologischer Berater des Arbeitskreises Evangelischer Unternehmer. Darüber hinaus ist er Mitglied in der Liturgischen Konferenz Deutschlands und nimmt einen Lehrauftrag am Abraham-Geiger-Kolleg wahr.

## Positionen
Höcker gilt als unkonventioneller Reformer innerhalb der evangelischen Kirche. Sein Denken und Handeln geht davon aus, die evangelische Kirche exklusiv vom christlichen Auftrag her zu denken. In der Konsequenz hinterfragt er die aktuelle organisatorische Gestalt, ob sie den Auftrag der Kirche noch erfüllt und initiiert entsprechende Reformen. In weiterer Konsequenz stellt er das Parochialprinzip in Städten in Frage, zu Gunsten eines Denkens in kirchlichen Orten. Höcker fördert die ökonomischen Kompetenzen innerhalb der kirchlichen Strukturen, die dezidiert wirtschaften, und unterstützt die Ausgründung kircheneigener Unternehmen und Verbände. Er gilt als Verfechter einer konsequenten Verfolgung von Fehlhandlungen, die auch eine Haftung für fehlerhafte Entscheidungen von haupt- und ehrenamtlichen Mitarbeitern umfasst, die aber innerhalb der Kirche häufig folgenlos bleiben.
In seine Amtszeit als Superintendent in Berlin fallen bedeutende Anstrengungen zum interreligiösen Dialog wie das House of One als weltweit erste gemeinsame sakrale Stätte mit einer Synagoge, einer Kirche und einer Moschee unter einem Dach. Ebenfalls ist Höcker maßgeblich für die Entwicklung des Kirchenstandortes St. Johannes der ev. Gemeinde Tiergarten zum interreligiösen Zentrum verantwortlich, unter anderem durch die Gründung der liberalen Ibn-Rushd-Goethe-Moschee, wie auch für die Aufnahme des jüdischen Ernst Ludwig Ehrlich Studienwerks (ELES).
Mit der Karfreitagsprozession entwickelte Höcker eine Form der Ökumene in Berlin, die Kernbotschaften des Christentums in den öffentlichen Raum einbringt.
Höcker gehörte zu den frühen Vorkämpfern der gleichgeschlechtlichen Ehe innerhalb des Kirchenrechts. Besonderes Aufsehen erregte er 2011, indem er zwei amtsenthobenen katholischen und schwulen Priestern die Eucharistiefeier in den Räumen der evangelischen Kirche gestattete. Unter seiner Leitung nahm der Kirchenkreis und die evangelische Kirche 2017 erstmals an der Parade des Christopher-Street-Day teil.

## Veröffentlichungen
- Gregorianischer Choral im Lutherischen Gottesdienst. St. Ottilien, 1994, ISBN 978-3880967328.
- mit Thomas Bauer, Walter Homolka, Klaus Mertes: Religion und Homosexualität – Aktuelle Positionen. Wallstein, Göttingen 2013, ISBN 978-3835313255.
- mit Matthias Herzberg: Werte und Wohlstand. Das abendländisch-christliche Menschenbild als Erfolgsfaktor eines Unternehmens. Berlin/New York 2014, ISBN 978-3981337563.